# عباس نراقی
عباس نراقی (زاده ۱۲۹۱ کاشان) مالک بانک تهران، وکیل دادگستری و نماینده مجلس شورای ملی و از اعضای گروه ۵۳ نفر و از بنیانگذاران حزب همرهان بود.

## خانواده و تحصیلات
عباس نراقی فرزند آقا علی نراقی فرزند میرزا محمد حسین مجتهد نراقی از خانواده‌ای روحانی بود. پدرش توسط نائب حسین خان کاشی کشته شد. او تحصیلات خود را در رشته حقوق در دانشگاه تهران به پایان رسانید.

## فعالیت‌های سیاسی
هنگام تحصیل در دانشکده حقوق دانشگاه تهران با اندیشه‌های سوسیالیستی آشنا شد و به گروه دکتر ارانی و یارانش پیوست و با کشف این شبکه کمونیستی به زندان افتاد. این زندانیان بعداً به گروه ۵۳ نفر معروف شدند.
نراقی به سه سال زندان محکوم شد و پس از آزادی تا شهریور ۱۳۲۰ به حال تبعید در قم زیر نظر شهربانی به سر می‌برد وی پس از آزادی به تهران برگشته و به وکالت پرداخت.

## تأسیسحزب همرهان
نراقی به همراه مصطفی فاتح اقدام به تأسیس حزب همرهان با اندیشه‌های سوسیالیستی کرد که دوام نیاورد.

## فعالیت درحزب دموکرات ایرانو نمایندگی مجلس
هنگامیکه در سال ۱۳۲۵ که احمد قوام در مسند نخست‌وزیر حزب دموکرات ایران راه انداخت، به این حزب پیوست و مأمور تشکیل شعبه آن در کاشان شد. در بهمن و اسفند همان سال در انتخابات دوره پانزدهم مجلس شورای ملی شرکت جست و سال بعد به نمایندگی کاشان به مجلس رفت.

## وکالت و ریاستبانک تهران
نراقی پس از پایان دوره نمایندگی‌اش در سال ۱۳۲۸ سیاست را کنار گذاشت و از وکلای سرشناس دادگستری شد. با تشکیل کانون وکلا، به عضویت هیئت مدیره کانون انتخاب شد و چندی هم نایب رئیس کانون بود. او در کنار کار وکالت دادگستری همراه با مصطفی فاتح و مهدی لاله که او نیز از ۵۳ نفر بود بانکی خصوصی به نام بانک تهران به راه انداخت. پس از چندی فاتح و لاله از بانک کنار رفتند و نراقی رئیس هیئت مدیره شد.
عباس نراقی داماد سید هاشم وکیل از بنیانگذاران کانون وکلای دادگستری بود